# Epilogue (Ms.OOJAの曲)
｢Epilogue｣(エピローグ)は、Ms.OOJAの楽曲。2023年8月23日にUniversal Sigmaから配信限定シングルとしてリリースされた。

## 概要
｢Epilogue｣はMs.OOJAにとって通算17曲目の配信限定シングル。9th Original Album｢40｣先行リリース第3弾。
楽曲はJiNとのコライト、川島太の編曲で制作された。
Ms.OOJAは楽曲について｢｢Epilogue｣はタイトルのまま、後書き、恋の終わりの歌です。あんなに愛し合った2人がもうここにはいない。あなたも私もあの頃の自分には戻れない。物体としては変わらないはずなのに、その気持ちが消えてしまうのです。そんな喪失感の最中にいる心境を歌いました。｣と語った。

## 収録曲
| #         | タイトル     | 作詞        | 作曲        | 編曲      | 時間 |
| --------- | ------------ | ----------- | ----------- | --------- | ---- |
| 1.        | 「Epilogue」 | Ms.OOJA/JiN | Ms.OOJA/JiN | 川嶋太    | 4:01 |
| 合計時間: | 合計時間:    | 合計時間:   | 合計時間:   | 合計時間: | 4:01 |

## ミュージックビデオ
| 曲名     | ミュージックビデオ           |
| -------- | ---------------------------- |
| Epilogue | Ms.OOJA ｢Epilogue｣ - YouTube |

## 収録アルバム
| # | 楽曲     | アルバム     | アルバム |
| # | 楽曲     | 発売年月日   | タイトル |
| - | -------- | ------------ | -------- |
| 1 | Epilogue | 2023年9月6日 | 40       |